# گوتیه والتر
گوتیه والتر یا گوتیه صدراعظم(انگلیسی: Walter the Chancellor)، صدراعظم و تاریخ‌نگار فرانسوی یا نورمن در قرن ۱۲ میلادی بود. کتاب وی با نام دِ بلو آنتیوشِنا از وقایع‌نامه‌های دست اول لاتین دربارهٔ نحوه رویارویی‌های متعدد نظامی ترکان و صلیبیون علیه یکدیگر و بر سر شاهزاده‌نشین انطاکیه در بین سال‌های ۱۱۱۵ تا ۱۱۱۹ میلادی است. گوتیه والتر، در بین سال‌های ۱۱۱۴ تا حدود ۱۱۲۲ صدراعظم انطاکیه بود. با این حال، نام وی در هیچ فهرستی از شاهدان عینی ثبت نشده‌است. وی اثر خود را بنا به درخواست و علاقه شاهزاده راجر به رشته تحریر درآورده است.